# کولکتومی
به هرنوع برش و حذف به روش جراحی در قسمتی از پس‌روده (کولون) یا روده بزرگ پس‌روده‌برداری یا کولکتومی*(به انگلیسی: Colectomy) گفته می‌شود.

## دلایل
برخی از موارد منجر به انجام پس‌روده‌برداری عبارتند از:
- سرطان رودهٔ بزرگ
- انواع التهاب جیب (دیورتیکولیت) و التهاب روده بزرگ
- تروما
- کولیت زخمی
- تیفلیتیس یا التهاب در کورروده (سکوم)